# Crush (Orchestral Manoeuvres in the Dark)
Crush è il sesto album in studio del gruppo di musica elettronica britannico Orchestral Manoeuvres in the Dark, pubblicato nel 1985.

## Tracce
Lato A
1. So in Love – 3:29
2. Secret – 3:56
3. Bloc Bloc Bloc – 3:28
4. Women III – 4:26
5. Crush – 4:27

Lato B
1. 88 Seconds in Greensboro – 4:15
2. The Native Daughters of the Golden West – 3:58
3. La Femme Accident – 2:50
4. Hold You – 4:00
5. The Lights Are Going Out – 3:57

## Classifiche
| Classifica (1985) | Posizione massima |
| ----------------- | ----------------- |
| Regno Unito       | 13                |
| Germania          | 23                |
| Nuova Zelanda     | 23                |
| Paesi Bassi       | 15                |
| Svezia            | 38                |